# Catalaphyllia jardinei
Espèce
Synonymes
- Catalaphyllia plicata sensu Wells, 1971[2]
- Euphyllia picteti var. flexuosa Bedot, 1907[2]
- Euphyllia picteti Bedot, 1907[2]
- Flabellum multifore Gardiner, 1904[2]
- Flabellum vacuum Crossland, 1952[2]
- Pectinia jardinei Saville Kent, 1893[2]

Statut de conservation UICN

 VU A4cd : Vulnérable
Catalaphyllia jardinei, connu sous le nom de « Corail élégant » ou « Corail à crête », est un grand corail dur que l'on trouve dans l'ouest de l'Océan Pacifique. Il est le seul représentant du genre monotypique Catalaphyllia. Il est décrit la première fois par William Saville-Kent en 1893 sous le nom de Pectinia jardinei.

## Description
Catalaphyllia jardinei possède de très grands polypes ; ils débouchent sur un gros squelette corallien en forme de branches. Ces polypes sont grands, ce qui est inhabituel chez les coraux ; ils comprennent de longs filaments vrillés et un large disque oral. Ils peuvent changer de couleur, passant ainsi des tons vert fluorescent ou vert clair au marron.
Ce corail peut se reproduire de manière sexuée, mais aussi de façon asexuée, par bourgeonnement de nouvelles branches qui tombent pour former de nouvelles colonies.
Comme la plupart des coraux, Catalaphyllia jardinei abrite des zooxanthelles et des dinophytes qui convertissent l'énergie solaire en sucre, qui constitue la ressource alimentaire dont le corail a besoin. Il peut néanmoins aussi se nourrir en capturant le plancton avec ses filaments, qui conduisent la nourriture à son disque oral. Le « voisinage » et la capacité d'adaptation de Catalaphyllia jardinei sont très semblables à ceux des anémones de mer.

## Distribution
Catalaphyllia jardinei vit dans les récifs de l'océan Pacifique central et occidental, mais aussi sporadiquement dans l'océan Indien oriental, même s'il peut se trouver très au nord du Japon et aussi bien au nord qu'au sud de l'Australie,.
Il est présent dès les eaux peu profondes des récifs, et préfère l'eau agitée de courants puissants à l'eau calme, comme il préfère les bancs sablonneux aux rochers.

## Utilisation
À cause de son apparence esthétique, il est prisé dans les aquariums récifaux. Il a longtemps été surexploité, ce pour quoi il est menacé d'extinction aujourd'hui.